# هورنبلاند
هورنبلاند (Hornblendes) نوعی از مهم‌ترین آمفیبول‌ها است که بلور آن منشوری شکل و طویل است و به اصطلاح سوزنی نامیده می‌شود و دارای سیلیکات‌های کلسیم، منیزیم و آهن آبدارند. این کانی دارای ساختمان سیلیکاتی زنجیری مضاعف یعنی دو رشته‌ای است. سری کانی‌های هورنبلاند عمومی‌ترین آمفیبول‌های تک‌شیب را تشکیل می‌دهند. این سری از نظر ترکیب شیمیایی بسیار متنوع است و در سنگ‌های آذرین و دگرگونی یافت می‌شوند. مهم‌ترین کانی‌های این سری عبارتند از: هورنبلاند عادی یا هورنبلاند سبز که مقدار آهن آن کم است. هورنبلند بازالتی یا اکسنی هورنبلاند یا هورنبلاند سیاه که دارای آهن زیاد است وخاص سنگ‌های بازالتی می‌باشد. هورنبلاند دارای جلای شیشه‌ای است و دارای کانی‌های هیدروکسیل یعنی آمفیبول‌ها و میکاها تقریباً در تمام سنگ‌های پلوتونیک و در برخی از سنگ‌های مافیک آلکالن مشاهده می‌شود. آن‌ها همچنین در برخی از سنگ‌های ریولیتی و داسیتی مشاهده می‌گردند اما از آنجا که در حرارتهای بالا و فشار آتمسفری ناپایدارند معمولاً در سنگ‌های آتش‌فشانی نسبت به سنگ‌های پلوتونیک هم ارز خود کمتر معمولند. هورنبلندهای معمولی در سنگ‌های آتش‌فشانی ساب آلکالن و اغلب دیوریت‌ها و تونالیت‌ها جزء سری پارگازیت، هاستنگزیت است. در سنگ‌های آتش‌فشانی ممکن است برنگ قرمز قهوه‌ای پررنگ (اکسی هورنبلند) دیده شود. آمفیبول فقیر از کلسیم (کومنگتونیت) در ریولیت‌هاو داسیت‌ها دیده می‌شوند و ممکن است به صورت همزیست با هورنبلند معمولی باشد. در سنگ‌های بیشتر آلکالن مانند تراکیت‌ها، فنولیت‌ها و هم ارزهای ساب ولکانیک (نیم ژرف) انواع آمفیبول سدیک مانند ریه‌بکیت بیشتر ملاحظه می‌شود. فرمول شیمیایی هورنبلاند: 2(Ca5Mg2)si8O22(OH) است.